# Adele Bloch-Bauer

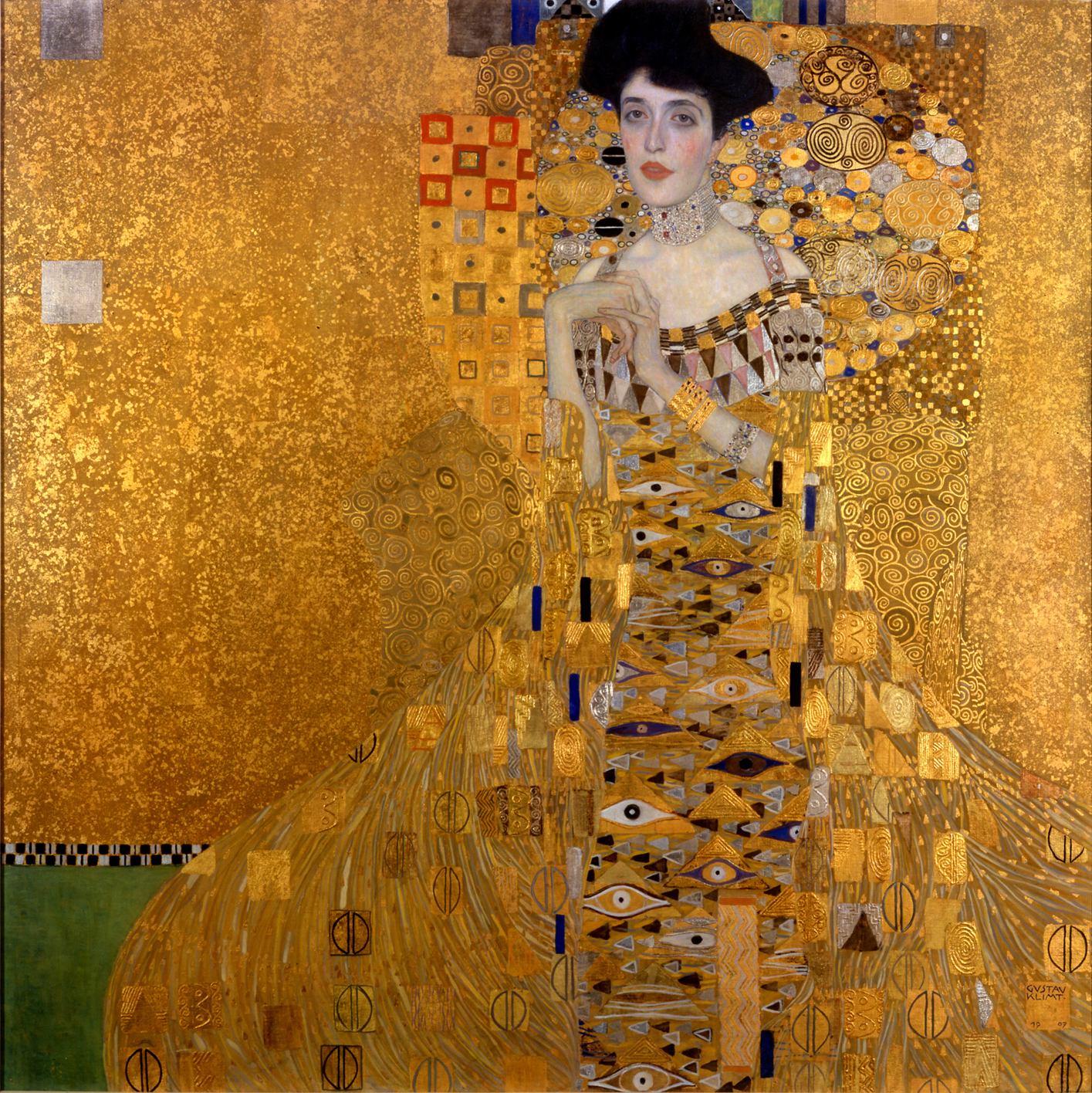
Gustav Klimt: Adele Bloch-Bauer I (1907)

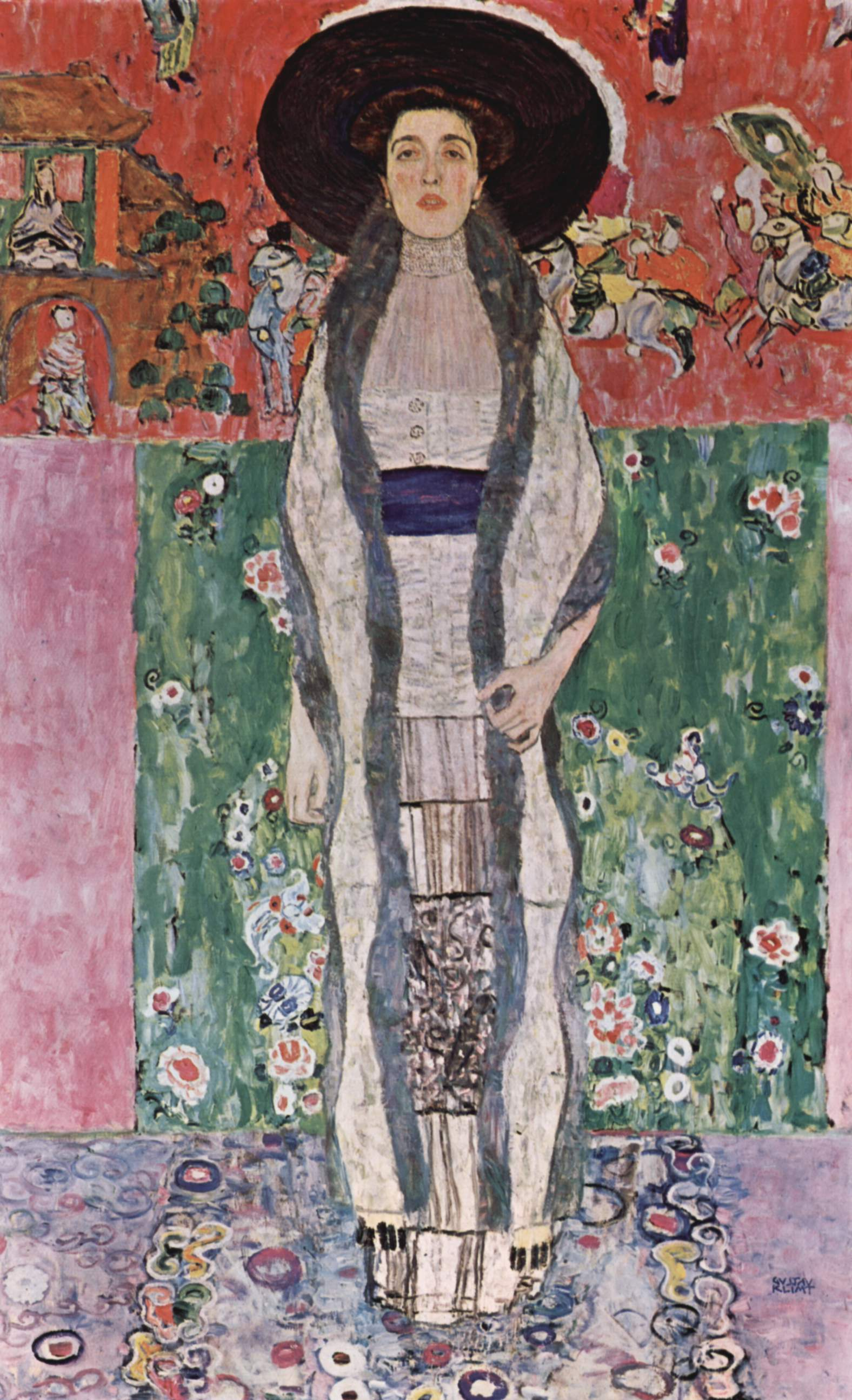
Gustav Klimt: Adele Bloch-Bauer II (1912)

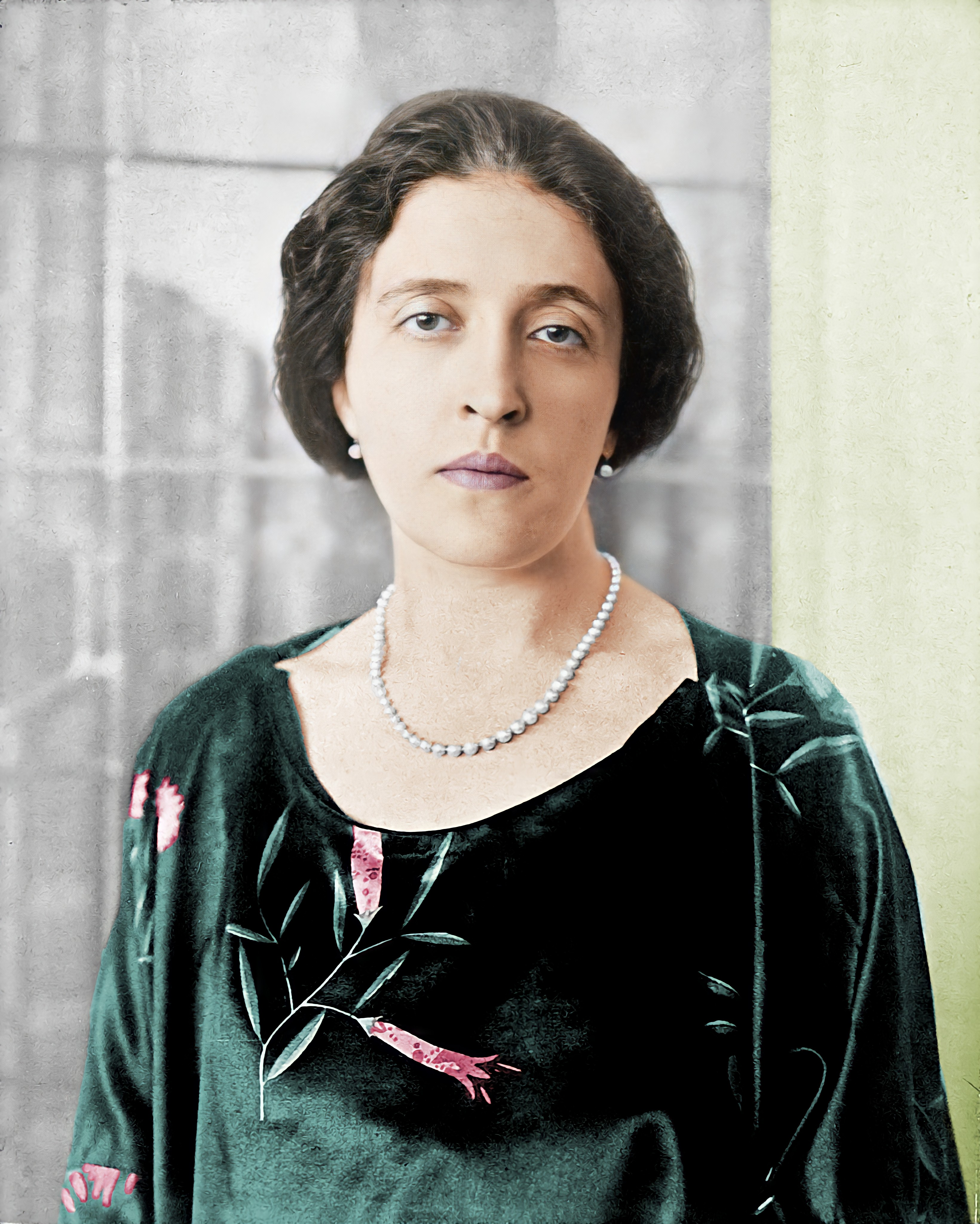
Adele Bloch-Bauer (1912)

Adele Bloch-Bauer (* 9. August 1881 in Wien, als Adele Bauer; † 24. Jänner 1925 ebenda) war eine österreichische Unternehmergattin. Sie wurde vor allem durch das im Jahr 1907 entstandene Gemälde Adele Bloch-Bauer I („Goldene Adele“) von Gustav Klimt, eines der bedeutendsten Werke des Wiener Jugendstils (Fin de siècle), bekannt.

## Leben
Adele Bauer war die Tochter des aus Buttenwiesen in Bayern stammenden Moritz Bauer (1840–1905), Direktors der Großbank „Wiener Bankverein“. Sie heiratete 1899 den Zuckerfabrikanten Ferdinand Bloch. Beide nannten sich von da an Bloch-Bauer und galten als Mitglieder des jüdischen Großbürgertums von Wien.
Maria Altmann, ihre Nichte, beschrieb Adele Bloch-Bauer nach Eindrücken aus ihrer Kindheit als „krank, leidend, immer mit Kopfweh, rauchend wie ein Schlot, furchtbar zart, dunkel. Ein durchgeistigtes Gesicht, schmal, elegant. Süffisant, arrogant [...] Stets auf der Suche nach geistiger Anregung“ (Natter/Frodl, S. 118).
Im Salon des Ehepaares Bloch-Bauer trafen sich Künstler, Schriftsteller und sozialdemokratische Politiker wie Karl Renner, der spätere erste Staatskanzler der Republik, und Julius Tandler. Gustav Klimt gehörte zu den Künstlern, die vom Ehepaar Bloch-Bauer gefördert wurden; Adele Bloch saß ihm für mehrere Werke Modell, unter anderem für Adele Bloch-Bauer II (1912).
Adele Bloch-Bauer starb 1925 in Wien an Meningitis, nachdem sie ein Testament errichtet hatte (siehe unten). Ihrem Willen entsprechend wurde sie in der Feuerhalle Simmering eingeäschert, ihr Grab befindet sich im dortigen Urnenhain. (Abteilung MR, Gruppe 47, Nummer 1G).

## Testament und Rechtsstreit

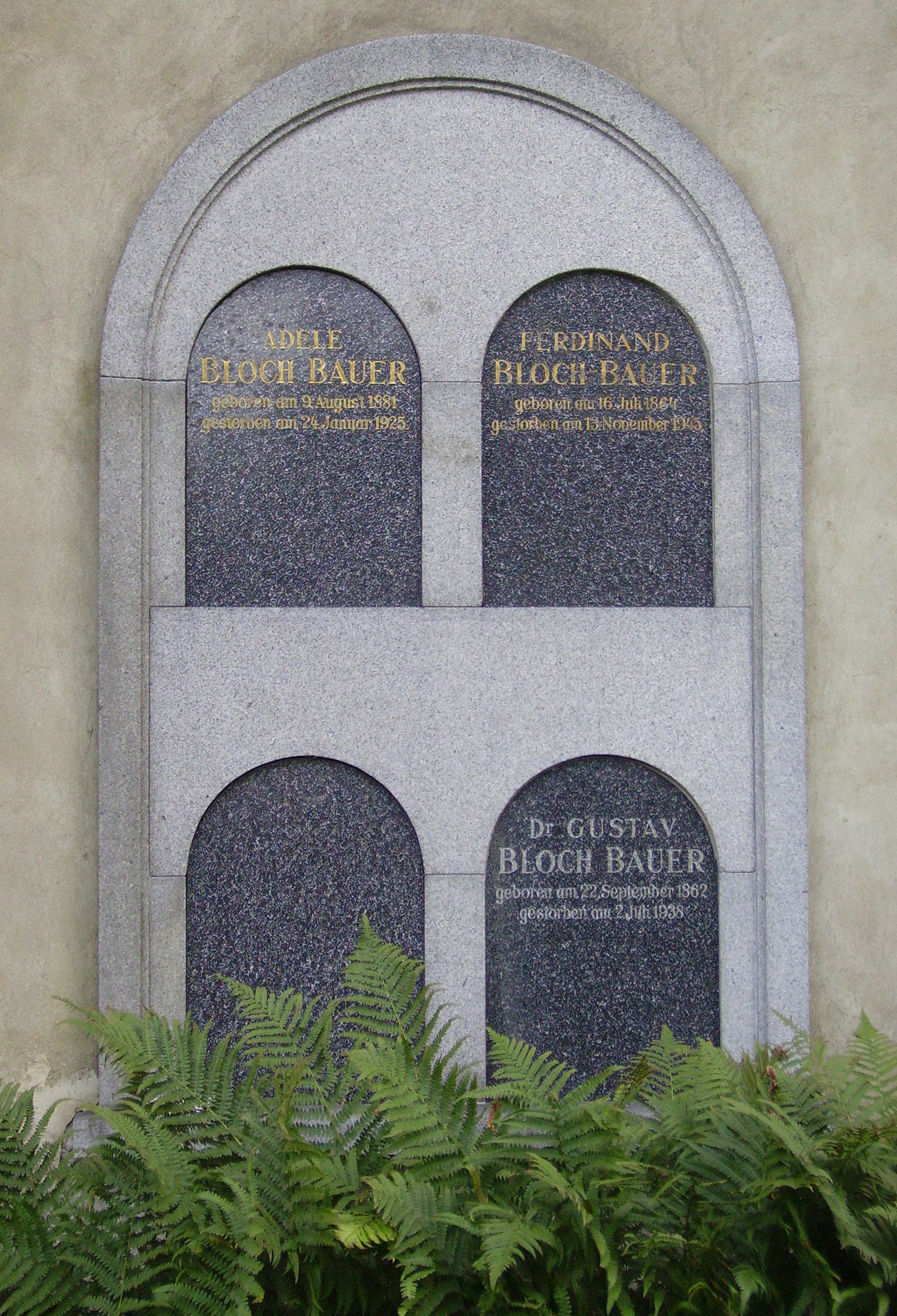
Urnengrab Bloch Bauer in Wien, Feuerhalle Simmering

Adele Bloch-Bauer hatte ihren Ehemann in ihrem Testament darum gebeten, ihre Klimt-Gemälde nach Ferdinand Bloch-Bauers Tod der Österreichischen Staatsgalerie und damit der Republik Österreich als Trägerin der Galerie zu vermachen.
1925 gab Ferdinand Bloch-Bauer beim Verlassenschaftsverfahren nach dem Tod seiner Frau jedoch an, Adele habe zwar über die Bilder verfügt, sie seien aber stets sein Eigentum gewesen und nicht ihres. Die meisten Bilder aus Ferdinand Bloch-Bauers Besitz wurden während der NS-Zeit konfisziert. Nach Kriegsende 1945 bemühte sich Ferdinand Bloch-Bauer um die Rückgabe seines von den Nationalsozialisten geraubten Vermögens. Da das Ehepaar Bloch-Bauer keine Kinder hatte, setzte er die Kinder seines Bruders testamentarisch als Erben seines Vermögens ein, das zu jenem Zeitpunkt noch nicht zurückgegeben war. Die von Ferdinand Bloch-Bauer benannten Erben erhielten letztlich aber nur Teile ihres Erbes, da die Republik Österreich die Klimt-Bilder einbehielt und in der Österreichischen Galerie Belvedere ausstellen ließ. Dies geschah auf Grund der damals in Österreich bei der Rückgabe „arisierter“ Güter üblichen Vorgangsweise, die Erteilung von Ausfuhrgenehmigungen  mit der „Schenkung“ von Teilen dieser Vermögen an den Staat zu junktimieren, zudem berief sich die Republik auf die im Testament Adeles enthaltene Bitte, die Klimt-Gemälde der Galerie Belvedere zu vermachen.
Der Rechtsstreit zwischen den von Ferdinand Bloch-Bauer benannten Erben und der Republik Österreich zog sich bis 2006, als fünf Klimt-Gemälde (Adele Bloch-Bauer I, Adele Bloch-Bauer II, Apfelbaum, Buchenwald/Birkenwald, Häuser in Unterach am Attersee) von der Republik Österreich an Ferdinand Bloch-Bauers Nichte Maria Altmann und ihre Miterben zurückgestellt wurden. Das 1907 entstandene Gemälde Adele Bloch-Bauer I wurde anschließend von Ronald Lauder gekauft und ist nun in seiner Neuen Galerie in Manhattan, New York, zu sehen. Das Gemälde Adele Bloch-Bauer II wurde von Maria Altmann und ihren Miterben 2006 für 87,9 Millionen Dollar verkauft, beim Weiterverkauf 2017 erzielte das Werk 150 Millionen Dollar.
Die Kontroverse wurde in dem 2015 veröffentlichten amerikanisch-britischen Kinofilm Die Frau in Gold mit Helen Mirren als Maria Altmann dargestellt, wobei Antje Traue in der Rolle von Adele Bloch-Bauer in Rückblenden auftritt.

## Ehrung
2016 erfolgte in Wien die Straßenbenennung Bloch-Bauer-Promenade nach Adele und Ferdinand Bloch-Bauer in Wien, 10. Bezirk, Favoriten, nahe dem neuen  Hauptbahnhof. Die Promenade begleitet den Helmut-Zilk-Park, der diagonal durch das Sonnwendviertel führt.